# Campionato Primavera 1975-1976
Il Campionato Primavera 1975-1976 è la 14ª edizione del Campionato Primavera. Il detentore del trofeo è il Brescia.
La squadra vincitrice del torneo è stata la Lazio che guidata da Paolo Carosi si è aggiudicata il titolo di campione nazionale per la prima volta nella sua storia.

## Giocatori della squadra campione
Agostinelli, Apuzzo, Bellini, Cari, Ceccarelli, Colaprete, De Stefanis, Di Chiara, Ferrari, Gagliarducci, Giordano, Lombardozzi, Manfredonia, Marchetti, Montesi, Orazietti, Pivotto, Pontis, Porcu, Rosati, Sesena, Storace, Tarallo, Valentini